# 朝阳煤矿站
朝阳煤矿站（韓語：조양탄광역）是朝鮮民主主義人民共和國平安南道价川市朝陽洞的一個鐵路車站，属于朝阳煤矿线。

## 邻近车站
朝阳煤矿线
石間站 - 朝阳煤矿站